# Dean Ambrose

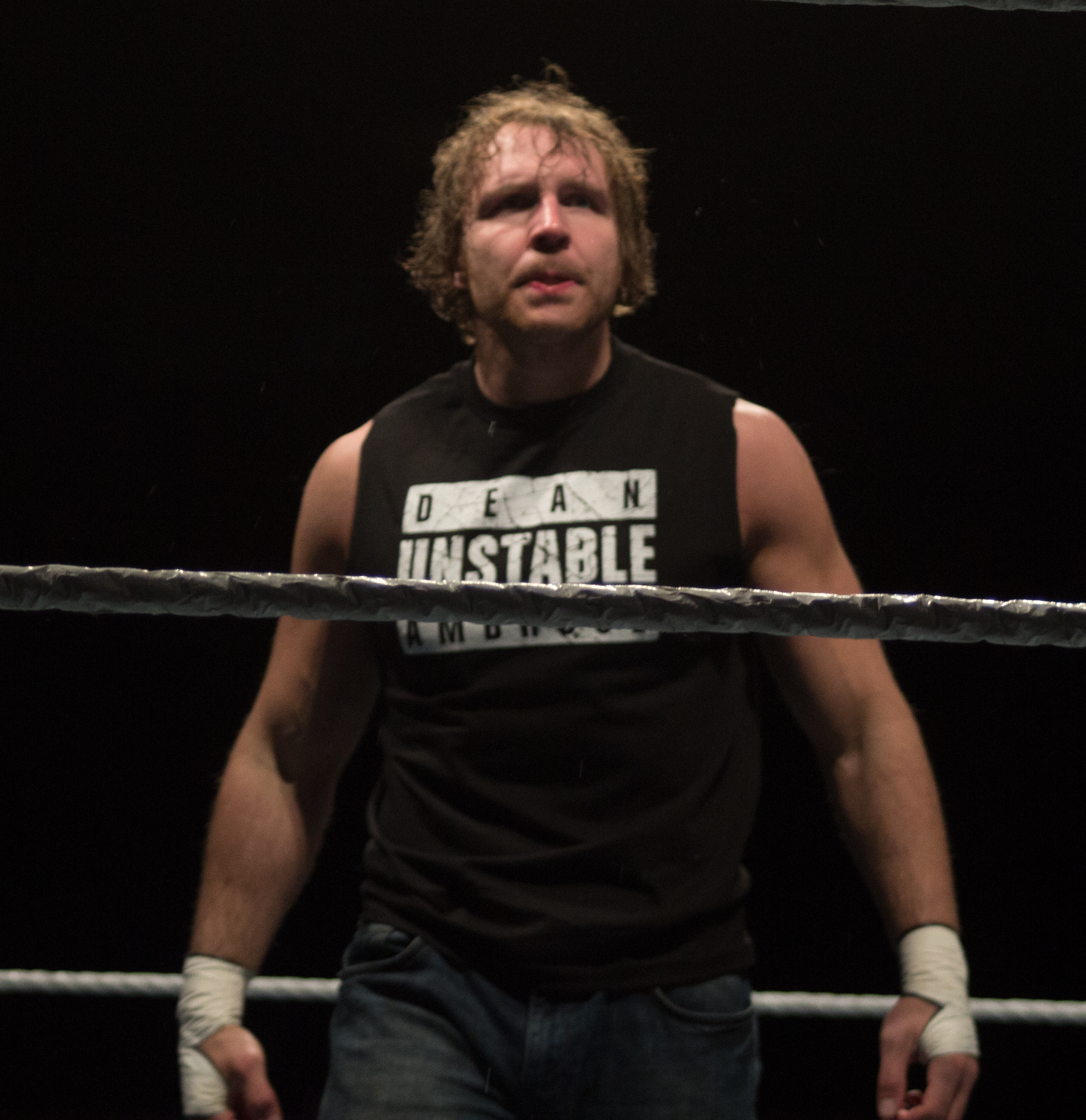
Dean Ambrose, 2015 januárjában

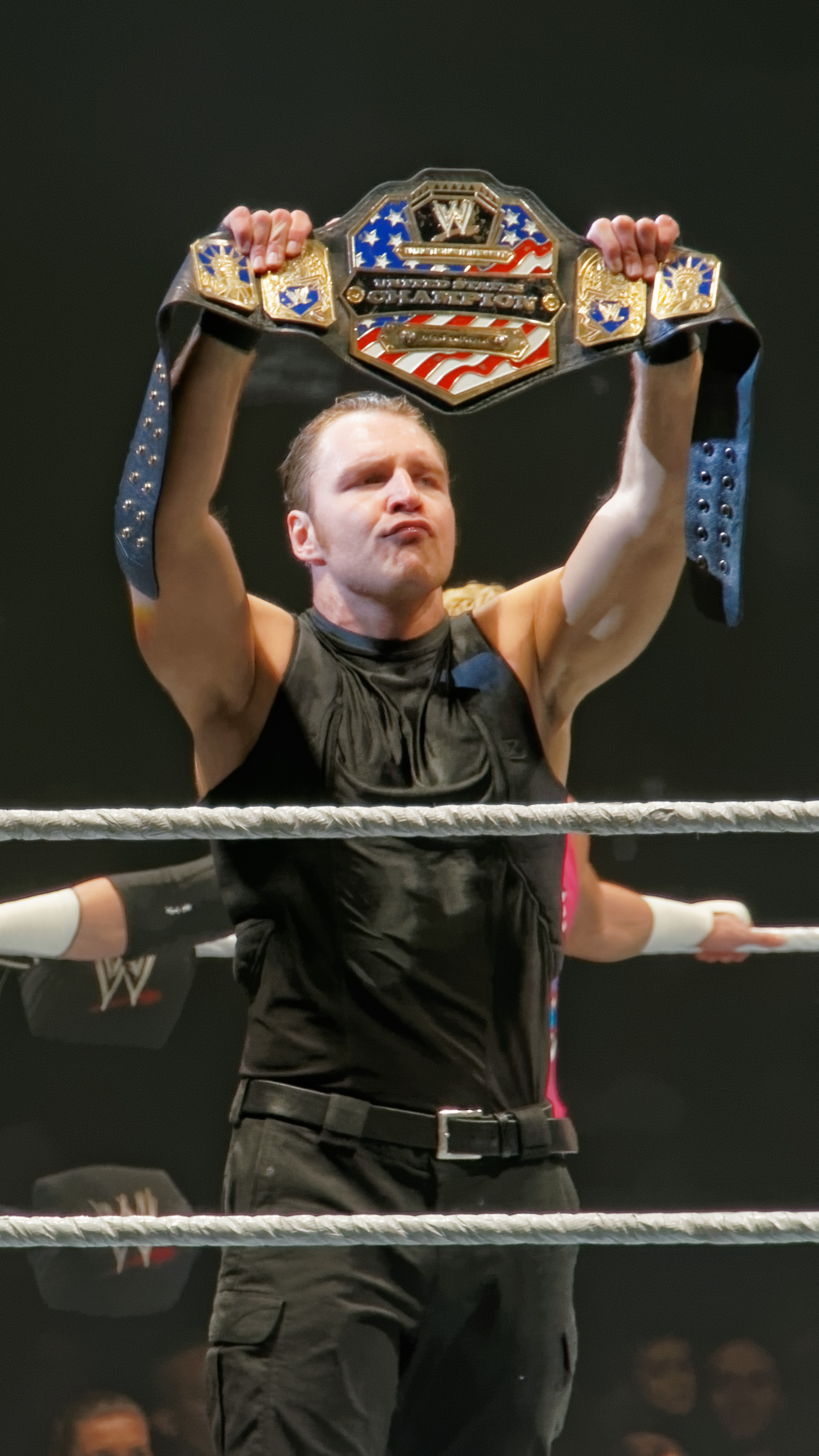
Országos bajnok, 2013

Jonathan "Jon" Good, ismertebb nevén Dean Ambrose (1985. december 7. –) amerikai pankrátor és színész. Jelenleg az amerikai All Elite Wrestlinggel (AEW) áll szerződésben, ringbeli neve Jon Moxley.
Pályafutása kezdetén a Combat Zone Wrestling (CZW)-nél, a Full Impact Pro (FIP)-nál, a Heartland Wrestling Association (HWA)-nál, a Westside Xtreme Wrestling (wXw)-nél és a Insanity Pro Wrestling (IPW)-nél dolgozott. 2011-ben csatlakozott a WWE-hez; jelenleg is velük áll szerződésben. 
 Ambrose 351 napig birtokolta a WWE országos bajnoki övet, mely a harmadik leghosszabb uralkodás a WWE történelme során. Tagja volt a Pajzs (The Shield) formációnak Seth Rollins és Roman Reigns társaságában. Karrierje során 21db bajnoki övet szerzett meg: 1x a WWE bajnoki övet, 1x a WWE országos bajnoki övet, 2x a WWE interkontinentális övet, 1x a WWE raw tag team bajnoki övet, 1x a wXw Tag Team világbajnoki övet, 1x az IWA Tag Team világbajnoki övet, 2x az IPW nehézsúlyú világbajnoki övet, 1x az IPW közép-amerika bajnoki övet, 5x a HWA Tag Team bajnoki övet, 3x a HWA nehézsúlyú bajnoki övet, 2x a CZW nehézsúlyú világbajnoki övet és 1x a FIP nehézsúlyú világbajnoki övet.

## Profi pankrátor karrier
Good a Heartland Wrestling Association (HWA)-nál kezdte meg a pankrátor karrierjét; edzője Cody Hawk és Les Thatcher volt. 2004 júniusában Jon Moxley néven debütált, majd pár hónappal később összeállt Jimmy Turner-el és megnyerték a HWA Tag Team bajnoki övet. 2006-ban megverte Pepper Parks-t, így megnyerte a HWA nehézsúlyú bajnoki címet is. Az övet több mint négy hónapig birtokolta, majd elveszítette Chad Collyer ellen szeptember 12-én. Moxley december 30-án ismét legyőzte Parks-t, és visszaszerezte a HWA nehézsúlyú bajnoki címét, de három nappal később, 2007. január 2-án megint elveszítette Brian Jennings ellen. Moxley ezt követően Ric Byrne, később pedig Cody Hawk és King Vu-val állt össze egy csapatba, majd megnyerték a Tag Team öveket. 2010 januárjában Aaron Williams-től elnyerte a HWA nehézsúlyú bajnoki címet; ezzel háromszoros HWA bajnoknak tudhatta magát. 2010. február 12-én Moxley legyőzte a B-Boy-t, így megnyerte a CZW nehézsúlyú világbajnoki címet; 2010. április 17-én pedig Roderick Strong-ot verte meg, így megszerezte a FIP nehézsúlyú világbajnoki címet is.
2011. május 27-én csatlakozott Dean Ambrose néven a WWE fejlődési területéhez, a Florida Championship Wrestling (FCW)-hez. Televíziós debütálása 2011. július 3-án volt az FCW egyik epizódjában, ahol megtámadta Seth Rollins-t, s ezzel elkezdődött egy viszály közöttük. A WWE főnévsorában 2012. november 18-án tűnt fel a Survivor Series rendezvényen, ahol a Pajzs tagjaként (Roman Reigns és Seth Rollins társaságában) megtámadták Ryback-et, így CM Punk megvédte a WWE bajnoki övét. A trió "A Pajzs" (The Shield)-nek nevezte magát, s mottójuk az "igazságtalanság" elleni küzdelem volt. 2013 januárjában folytatták a CM Punk-nak való segítséget, így Punk ellenfeleit folyamatosan megtámadták. Kezdetekben bár tagadták, de később kiderült, hogy maga CM Punk és menedzsere, Paul Heyman fogadta fel őket erre a feladatra. A Pajzs kapcsolata CM Punk-al lassan véget ért, majd egy új viszály kezdődött John Cena, Ryback és Sheamus ellen. Első WrestleMania mérkőzésük 2013. április 7-én volt Big Show, Randy Orton és Sheamus ellen, amit sikerült is megnyerniük. Ambrose 2013. május 9-én legyőzte Kofi Kingston-t az Extreme Rules rendezvényen, s ezzel megnyerte élete első WWE-s övét, az országos bajnoki címet. 351 napig birtokolta ezt az övet, mely a harmadik leghosszabb uralkodás a WWE történelme során. A címet 2014. május 5-én Sheamus vette el tőle a RAW-on.
A Pajzs tagjaként eközben a Wyatt Family (Bray Wyatt, Luke Harper és Erick Rowan), később pedig az Evolution (Triple H, Randy Orton és Batista) csapatokkal rivalizáltak. Batista visszavonulása után Triple H a "B terv"-hez folyamodott, melynek eredményeképp Rollins megtámadta csapattársait, s így "A Pajzs" feloszlott. Ambrose ezzel elkezdte a szólókarrierjét: új bevonuló zenével és új öltözködési stílussal elkezdte a bosszúhadjáratot az áruló Seth Rollins ellen. Egy hosszadalmas viszály, valamint támadások sorozata vette kezdetét mind a ringen belül, mind a ringen kívül is. 2014 végén ezt követően Bray Wyatt ellen kezdett el egy viszályt, aki megtámadta és kritizálta őt. Ambrose 2015 januárjában célkeresztbe vette Bad News Barrett-et és az interkontinentális övet, de nem sikerült megszereznie. 2015 nyarán ideiglenesen ismét összeállt Roman Reigns-el, hogy szembeszálljanak Bray Wyatt és Luke Harper csapatával, a Wyatt családdal. 2015 novemberében Rollins lesérült, így a WWE nehézsúlyú világbajnoki övet elvették tőle. Egy versenyt szerveztek, mely a Survivor Series rendezvényen bontakozott ki. Ambrose legyőzte Tyler Breeze-t, Dolph Ziggler-t és Kevin Owens-t is, és bejutott a döntőbe, ahol kikapott régi csapattársától, Roman Reigns-től. 2015 decemberében Kevin Owens-el kezdett el rivalizálni, majd a TLC rendezvényen el is nyerte tőle az interkontinentális bajnoki övet.
A visszavágót a 2016-os Royal Rumble-n rendezték meg, ahol Ambrose sikeresen meg is védte az övet. Ezt követően részt vett a 30 emberes Battle Royal meccsen is, ahol egészen a döntőig jutott, ám Triple H kiejtette őt. 2016-os "Money In The Bank" rendezvényen megnyerte a MITB táskát, és aznap sikeresen be is váltotta Seth Rollins ellen, így ő lett az új WWE nehézsúlyú világbajnok. Az övet 84 nap után AJ Styles vette el tőle a "Backlash"-en.
2019. májusától az All Elite Wrestling amerikai pankrációs szervezettel áll szerződésben.

## Eredményei
- CZW World Heavyweight Championship (2x)
- FIP World Heavyweight Championship (1x)
- HWA Heavyweight Championship (3x)
- HWA Tag Team Championship (5x) – Csapattársai: Jimmy Turner (1), Ric Byrne (1), Cody Hawk (1) és King Vu (2)
- IPW World Heavyweight Championship (2x)
- IPW Mid-American Championship (1x)
- IWA World Tag Team Championship (1x) – Csapattársa: Hade Vansen
  - wXw World Tag Team Championship (1x) – Csapattársa: Sami Callihan
  - All Elite Wrestling:
- AEW World Championship (3x)
- 2020.02.29.: Legyőzte Chris Jericho-t a 2020as Revolution PPV-n.
- Legyőzte CM Punk-ot a 2022.08.24-i Dynamite-on
- Legyőzte Bryan Danielson-t (Daniel Bryan) a 2022-es Grand Slam-en
  - World Wrestling Entertainment:
- WWE Raw Tag Team Championship (2x)
- 2017.08.20.: Csapattársával, Seth Rollins-al legyőzték Cesaro-t és Sheamus-t.
- 2018.10.22.: Csapattársával, Seth Rollins-al legyőzték Dolph Zigglert és Drew McIntyre-t.
- WWE United States Championship (1x)
  - 2013.05.09.: Legyőzte Kofi Kingston-t az Extreme Rules-en.
- WWE Intercontinental Championship (3x)
  - 2015.12.13.: Legyőzte Kevin Owens-t a TLC-n.
  - 2017.01.03.: Legyőzte Miz-t a Smackdown-on.
  - 2018.12.16.: Legyőzte Seth Rollins-t a TLC-n.
- WWE World Heavyweight Championship (1x)
  - 2016.06.19. Beváltota Seth Rollinson a MITB táskát.

Slammy-díjak (5x)
- Az év feltörekvő sztárja (Breakout Star of the Year) (2013, 2014) (2013-ban a Pajzs tagjaként)
- Az év frakciója (Faction of the Year) (2013, 2014) (A Pajzs tagjaként)
- Az év trendje (Hashtag) (2013) – #BelieveInTheShield (Magyarul: Higgy a Pajzsban!)

## Bevonuló zenéi
- Shyko – "Hybrid Moments"
- Jim Johnston – "Special Op" (2012. november 18. – 2014. június 9.; a Pajzs tagjaként)
- CFO$ – "Retaliation" (2014. június 16.– 2019 január)
- Chip Taylor – "Wild Thing" (2019 május 25.-napjainkig)

## Magánélete
Gyermekkorában imádta Bret Hart-ot; a mai napig szivesen nézi vissza a régi felvételeket. Egy évvel a pankrátor karrier megkezdése után abbahagyta a gimnáziumot. Jelenleg szerelmi kapcsolatot ápol Renee Paquette-el, ismertebb nevén Renee Young-al.

## Fordítás
Ez a szócikk részben vagy egészben  a   Dean_Ambrose című angol Wikipédia-szócikk fordításán alapul.  Az eredeti cikk szerkesztőit annak laptörténete sorolja fel. Ez a jelzés csupán a megfogalmazás eredetét és a szerzői jogokat jelzi, nem szolgál a cikkben szereplő információk forrásmegjelöléseként.